# 나이토 도모야스
나이토 도모야스(일본어: 内藤 友康, 1986년 9월 11일 ~ )는 일본의 전 축구 선수이다.

## 구단 경력
그는 2005년부터 2017년까지 J리그의 나고야 그램퍼스 에이트, 아비스파 후쿠오카, 몬테디오 야마가타, 후쿠시마 유나이티드 FC에서 활동하였다.